# کندز (اصفهان)
کندز یکی از روستاهای بخش مرکزی شهرستان نطنز و از دهستان کرکس این شهر است. این روستا در شمال غربی با روستای گاریان (جاریان)، در جنوب با روستای ویشته و در غرب با روستای ریسه همسایه است. این روستا دارای سه مسجد، یک حمام عمومی، یک حسینیه، یک مدرسه و یک کتابخانه می‌باشد.این روستا در فاصله چهار کیلومتری شهر نطنز قرار دارد.
نام این روستا(کندز) از ریشه ی کلمه ی کهندژ(کهن دژ) آمده است که به معنای قلعه ی قدیمی می باشد.
این روستا دارای تعداد زیادی باغ است و عمده ی محصولات شامل زعفران، انار، گلابی می باشد.

## نگارخانه

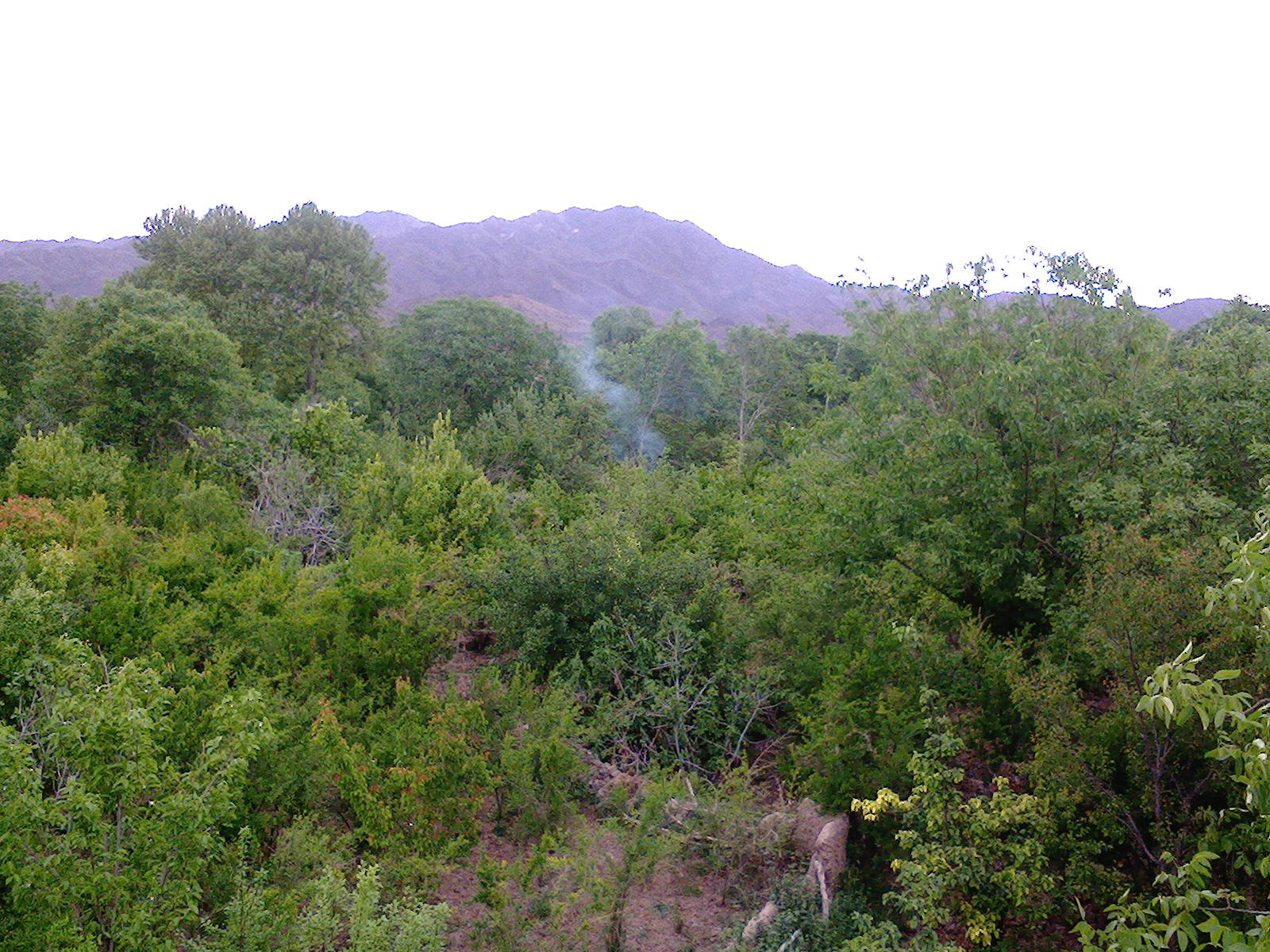
روستای کندز
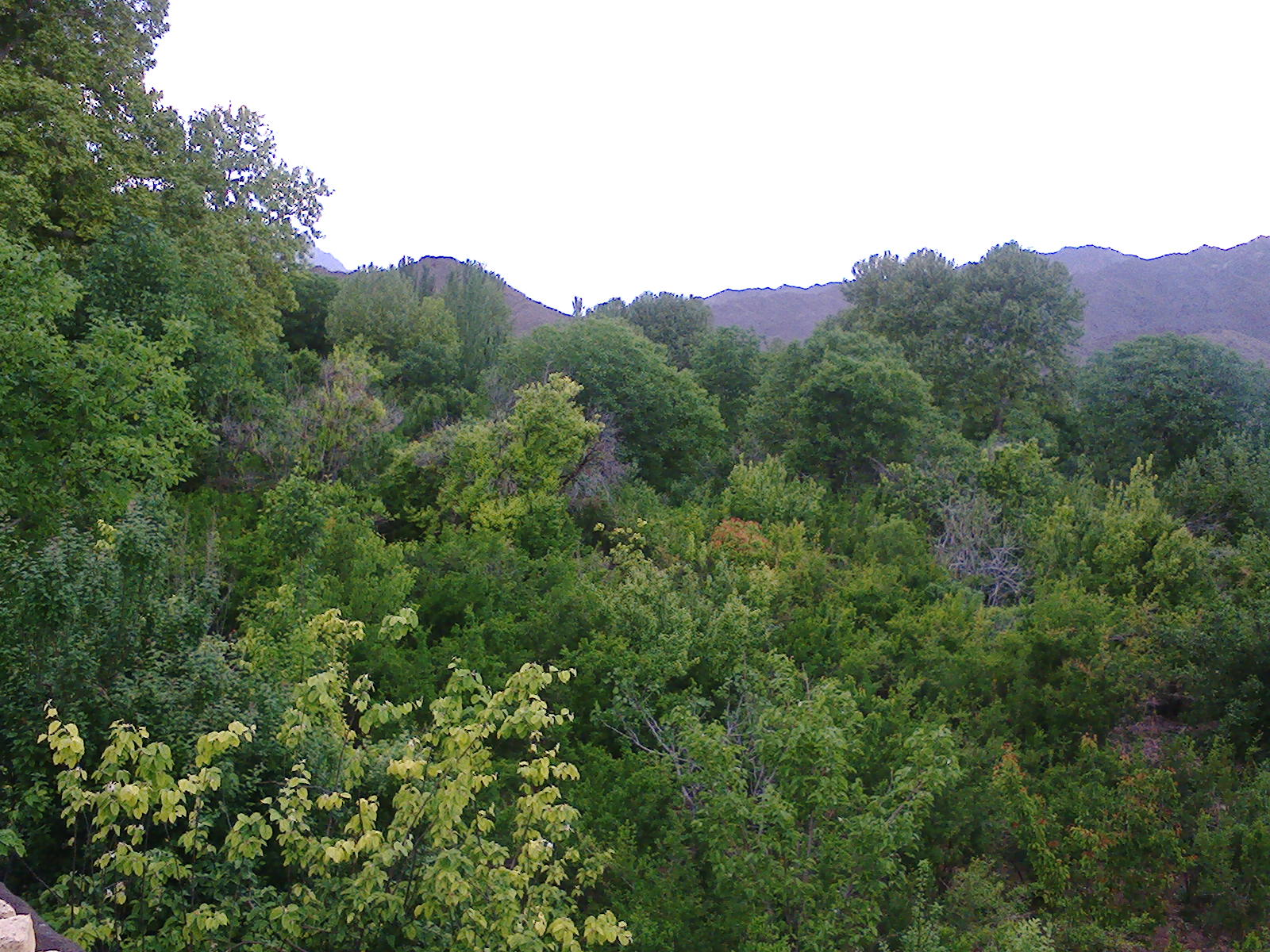
روستای کندز
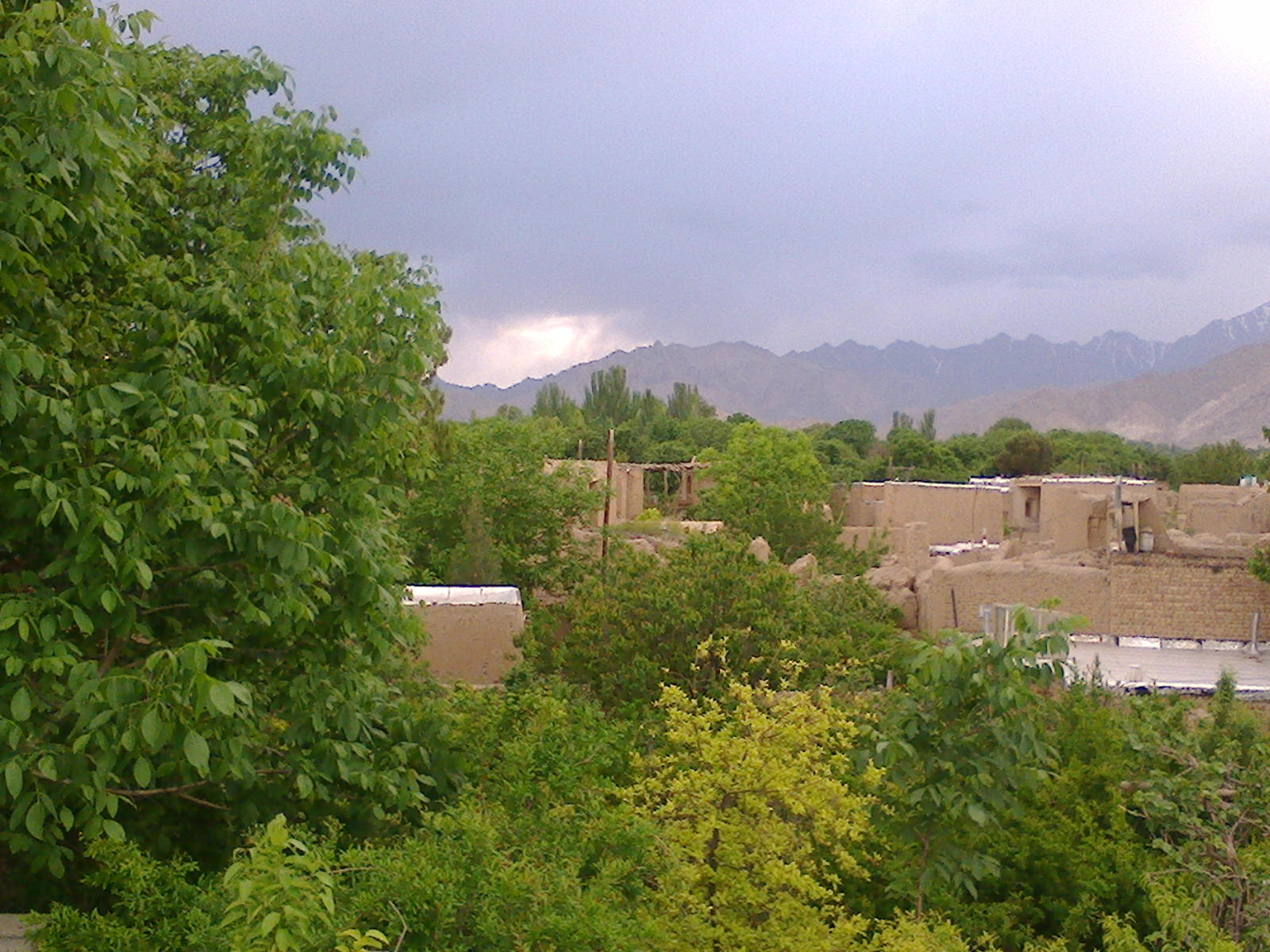
روستای کندز
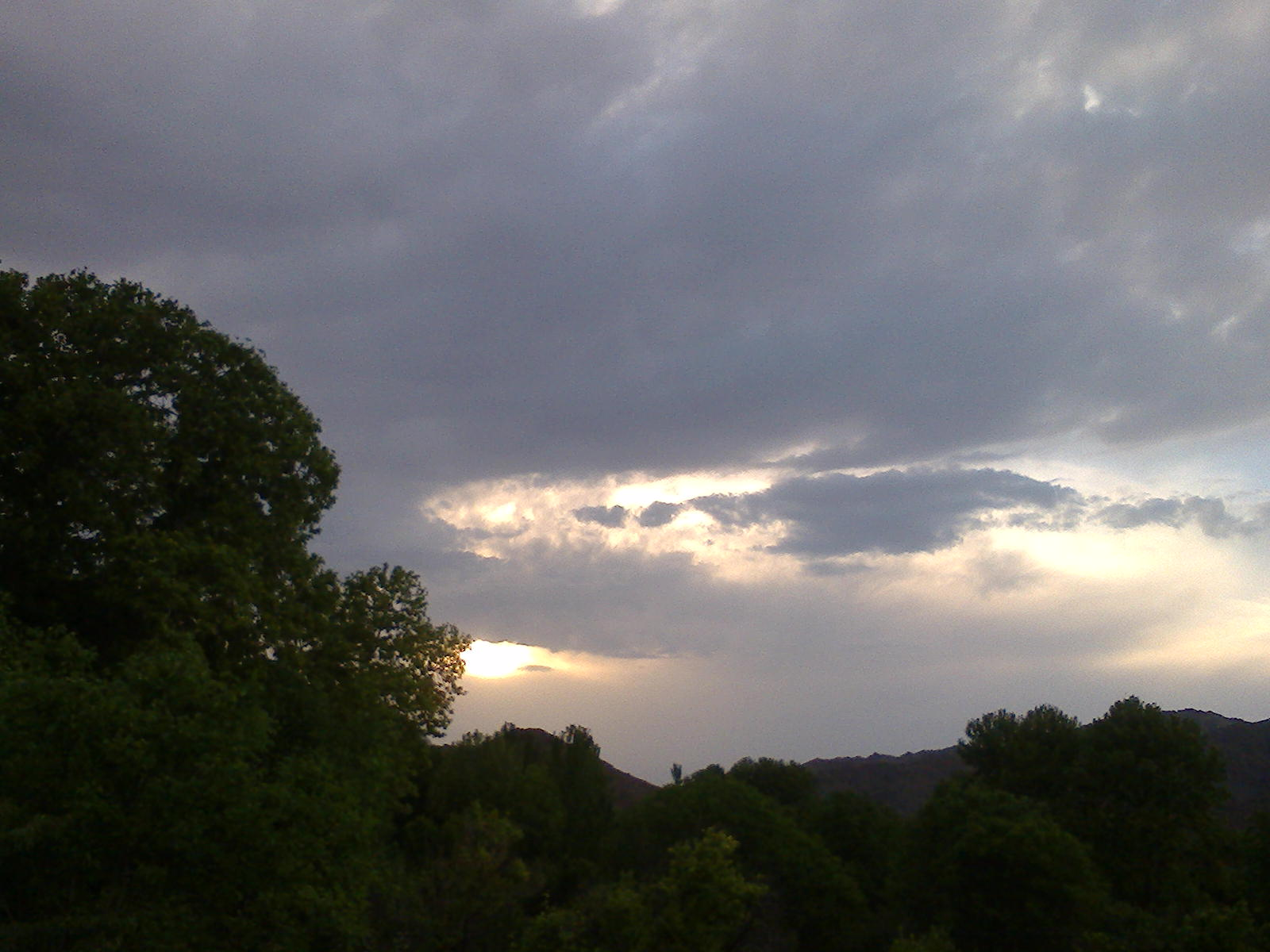
روستای کندز